# Голубой краб
Голубой краб (лат. Callinectes sapidus) — ракообразное семейства Portunidae. Впервые описан Мэри Джейн Рэтбан.

## Описание
Карапакс голубого краба достигает ширины 17,8—20 см и длины от 7,5—10,2 см. Самцы крупнее самок. Масса половозрелых животных составляет от 0,45 до 0,90 кг. Спинной панцирь имеет тёмно-коричневую, сероватую, зеленоватую или голубовато-зелёную окраску и имеет на каждой стороне оранжевые шипы шириной до 8 см. Нижние конечности и брюшко имеют белёсую окраску.
Клешни имеют разные цветовые оттенки в зависимости от пола. Вершины клешней самцов синеватые, у самок красноватые.
Голубой краб имеет пять пар грудных конечностей. Передняя пара конечностей преобразована в две сильные клешни разного размера. Массивная разламывающая клешня служит для раскалывания раковин, в то время как при помощи меньшей клешни краб разрывает мягкие ткани и отправляет пищу в ротовое отверстие. Пятая пара конечностей по форме похожа на байдарочное весло и служит для плавания. Голубые крабы способны отбрасывать клешни в случае опасности. Затем потерянные конечности краб может восстановить.
Фасеточные глаза на коротких стебельках расположены непосредственно под передним краем карапакса на голове. Между глазами находятся две пары коротких и тонких антенн.
Продолжительность жизни голубого краба составляет примерно от 2-х до 4-х лет.

## Распространение
Первоначальная родина голубого краба — это атлантическое побережье Северной и Южной Америки. В Европе этот вид был впервые обнаружен в 1900 году. Сегодня его можно встретить на обширных территориях Балтийского и Северного морей. Он обнаружен также в Средиземном и Адриатическом морях.
Голубой краб обитает преимущественно в устьях рек и на мелководье на глубине до 36 м, зимой глубже. Он предпочитает илистое и песчаное дно.
Молодым крабам необходима температура воды от 15 до 30 °C. Взрослые животные могут вынести температуру воды до 10 °C. Личинки, в отличие от молодых и взрослых животных, требовательны к среднему значению солености, не перенося значений ниже 20 ‰.

## Образ жизни
После спаривания самки возвращаются в мелководные солёные воды, в то время как самцы остаются в устьях рек.
Большую часть времени крабы прячутся в тине или морских травах, чтобы подкараулить свою добычу или защититься от врагов. Голубой краб довольно агрессивен по сравнению с другими видами.

## Питание
Голубой краб конкурирует с другими ракообразными за пищу. Это всеядное животное. Его спектр питания включает моллюсков, такие как, например, мидии, молодых ракообразных, рыб, червей, а также растения. Не брезгует питаться и падалью. При нехватке пищи животное склонно к каннибализму.

## Естественные враги
К естественным врагам голубого краба относятся красный горбыль (Sciaenops ocellatus), обыкновенный крокер (Micropogonias undulatus), американская серебристая чайка (Larus argentatus smithsonianus), различные виды цапель, а также морские черепахи.
Голубой краб считается деликатесом и вылавливается в больших количествах.

## Паразиты
К паразитам и комменсалам голубых крабов относятся:
- морские жёлуди.
- другие усоногие.
- нематоды.
- трематоды.

Они могут жить на панцире, в жаберной полости, на брюшке и внутри тела голубого краба. Большинство этих паразитов не оказывают серьёзное влияние на жизнь особи.

## Размножение и развитие
Голубой краб становится половозрелым в возрасте от 12 до 18 месяцев. Самки спариваются только один раз в год, непосредственно после линьки, в то время как самцы спариваются чаще.
Как все ракообразные, голубой краб периодически линяет в течение всей жизни. После линьки панцирь самки мягкий в течение короткого времени. Это время самец использует для спаривания с самкой. Самка способна довольно долгое время хранить сперму самца. Она нерестится примерно через 2 месяца после спаривания. Кладка состоит из 2 млн яиц. Нерест начинается в декабре и заканчивается в октябре, при этом пик приходится на весну и лето. После того, как самка отложит икру, яйца оплодотворяются сохранённой спермой и прикрепляются на крохотные волоски на её брюшных ножках.
Инкубационный период составляет примерно 14 дней. В течение 2-х месяцев планктонные личинки проходят 8 стадий, прежде чем приобретут внешность крабов.